# Engin Akyürek
Engin Akyurek, né le 12 octobre 1981 à Ankara, est un acteur turc. Contrairement à de nombreux acteurs qui se sont fait connaître grâce au mannequinat, Engin Akyürek a remporté la compétition les stars de la Turquie. Grâce à son talent, il est le premier acteur turc à avoir été nommé aux International Emmy Awards en 2015 pour son rôle dans la série Kara Para Ask et le premier aussi à avoir remporté le prix du meilleur acteur au Seoul International Drama Awards pour le même rôle

## Biographie
Son père est un fonctionnaire du gouvernement et sa mère est une femme au foyer. Il a un frère cadet. Akyurek est diplômé de l'Université d'Ankara en 2002, où il s'est spécialisé dans les langues et l'histoire.

### Film et télévision
En 2004, deux ans après avoir obtenu son diplôme universitaire, Engin Akyurek remporte le prix du meilleur acteur de la télévision dans la compétition "Turkiye'nin Yildizlari".[réf. nécessaire] Sa première victoire dans cette compétition lui permet de décrocher un rôle secondaire dans la série télévisée, Yabanci Damat. (2004-2007), produite par Yagmur Taylan et Durul Taylan.[réf. nécessaire] Sa performance est acclamée par la critique et lui permet de faire ses premiers débuts au cinéma en 2006 dans le film Kader de Zeki Demirkubuz. Engin Akyurek reçoit, pour son interprétation du rôle de Cevat dans ce film, le prix du "meilleur espoir masculin" de la part de SIYAD (Prix Cinéma Turc), et de la part de CASOD (Cagdas Sinema Oyunculari Dernegi).[réf. nécessaire]
Par la suite, en 2007-2008, il joue le rôle de Nizipli Halim dans la série TV, Karayilan, qui  raconte une histoire se déroulant à Gaziantep, pendant l'occupation française. Il enchaîne ensuite en 2008-2009 par un nouveau rôle dans une nouvelle série télévisée intitulée Bir Bulut Olsam, écrite par Meral Okay et produite par Ulas Inanc, dans laquelle il joue l'amant psychotique, Mustafa Bulut.[réf. nécessaire] Entre 2010 et 2012, il joue son rôle le plus célèbre Kerim Ilgaz, dans la série dramatique romantique Fatmagul'un Sucu Ne?, une série télévisée qui pose des questions de société autour du viol [5]. il retourne ensuite au cinéma, pour jouer Tekin dans le film "Bi Küçük Eylül Meselesi" écrit et réalisé par Kerem Deren. Le film se déroule dans Bozcaada et sera diffusé le 14 février 2014.[réf. nécessaire]
En 2014, il décroche le rôle d'Ömer Demir dans la série à succès Kara Para Ask auprès de l'actrice Tuba Büyüküstün.

### Théâtre
Engin Akyurek était intéressé par le théâtre dans le collège et a participé à plusieurs productions. En 2007, Akyurek joue Turker Inanoglu dans la production originale de "Romantika Muzikali", réalisé par Sakir Gurzumar.

## Filmographie

### Films
| Titre                   | Année | Rôle  | Remarques |
| ----------------------- | ----- | ----- | --- |
| Kader                   | 2006  | Cevat | Prix Cinéma turc (SIYAD) pour "meilleur espoir masculin" CASOD (Cagdas Sinema Oyuncuları Dernegi) Prix Oyunculuk en 2006 pour "meilleur espoir masculin" |
| Bi Kucuk Eylul Meselesi | 2014  | Tekin | Il sera publié le 14 février 2014. |
| Çocuklar Sana Emanet    | 2017  | Kerem | Sortie le 23 mars 2018. Avant même sa sortie en Turquie, à la suite d'une forte demande, ce film sortira aussi au Brésil, en Argentine et en Colombie.   |

### Télévision
| Titre               | Année     | Rôle            | Remarques |
| ------------------- | --------- | --------------- | --- |
| Yabanci Damat       | 2004-2007 | Kadir Sadikoglu | Il joue un boulanger d'un magasin de bonbons engagé à Nazli, la fille de la propriétaire de la boutique. Ses vieilles méthodes traditionnelles typiques font inapte à Nazli qui s'enfuit de la maison avant la préparation de leur mariage commence. Il a ensuite s'aventure dans le monde sauvage de la vie de la ville au rythme rapide de la retrouver et lui lient dans le mariage. Il est confronté à de nombreuses situations hilarantes quand doit gagner en quelque sorte le cœur de la fille d'un garçon grec qui elle est tombée en amour avec alors qu'elle s'était enfuie de la maison. Bien que pas mal au cœur, les trucs coquins Kadir joue sur le garçon grec pour embêter le font de lui un personnage mémorable. |
| Karayilan           | 2007-2008 | Nizipli Halim   | Il joue un personnage pur, innocent, loyal, ignorant, mais en même temps très drôle et difficile lutte pour la libération de la ville de Gaziantep des forces françaises d'occupation pendant la guerre d'indépendance turque. |
| Bir Bulut Olsam     | 2008-2009 | Mustafa Bulut   | Il joue un amant épileptique et obsessionnel, qui se marie avec force son cousin, les abus et la torture de ne pas lui rendre son amour, mais pas mal au cœur, ses éclats de tempérament colérique et l'amour non partagé pour Narin fait de lui émotionnellement instable et commettent des actes de violence qui lui faire du mal plus que ceux qu'il veut faire du mal. |
| Fatmagulun Sucu Ne? | 2010-2012 | Kerim Ilgaz     | Il joue son personnage le plus populaire à ce jour d'un homme forcé à épouser la femme qu'il est faussement accusé d'avoir violé et tombe en amour avec elle par la suite. Il a alors pour la protéger de ceux qu'il jadis considéré comme des amis et faire la paix avec les démons dans sa tête qui donnent carburant à sa culpabilité de brûlure. |
| Kara Para Ask       | 2014-2015 | Ömer Demir      | Il joue le rôle d'un policier intègre dont la fiancée se fait tuer alors qu'elle était dans le véhicule d'un homme qui se fait lui aussi abattre. Umer va alors tout tenter pour résoudre le double meurtre et sera entraîné dans de nombreuses péripéties qui lui permettront aussi de trouver l'amour. |
| Ölene Kadar         | 2017      | Dağhan Soysür   | Il jour le rôle d'un jeune homme bientôt médecin. Il a été reconnu coupable et condamné à perpétuité pour le meurtre de son futur beau-père dont il est innocent. Il y perd en prison les plus belles années de sa vie, son avenir, ses rêves, son amour. Il est innocenté 11 ans après, grâce à une jeune avocate. Mais alors qu'elle croyait qu'il allait reprendre sa vie là où il l'a laissé et tourner la page, lui ne pense qu'à se venger, déterminé à trouver les vrais coupables et se faire justice lui-même. |

### Théâtre
| Titre              | Année | Rôle | Remarques |
| ------------------ | ----- | ---- | --------- |
| Romantika Muzikali | 2007  | Ceto |           |

### Récompenses
| Titre                | Année          | Rôle       | Prix |
| -------------------- | -------------- | ---------- | --- |
| Kader                | 2006           | Cevat      | Prix Cinéma turc (SIYAD) pour "meilleur espoir masculin"[réf. nécessaire] CASOD (Cagdas Sinema Oyuncuları Dernegi) Prix Oyunculuk en 2006 pour «meilleur espoir masculin»[réf. nécessaire] |
| Fatmagul'un sucu Ne? | 2011           | Kerim      | "Meilleur Acteur pour représenter la Turquie à Hollywood" Ucankus Ucankus Türkiye'yi Hollywood'da En iyi Temsil Edebilecek Oyuncu (études d'audience / Sondages)[réf. nécessaire]          |
| Fatmagul'un Sucu Ne? | Mai 2011       | Kerim      | "Meilleur Acteur de télévision Homme" Televizyondizisi En iyi Erkek Oyuncu (études d'audience / Sondages)[réf. nécessaire]                                                                 |
| Fatmagul'un Sucu Ne? | Septembre 2011 | Kerim      | "Meilleur Acteur Regarder Moins de 30" Ayakligazete Ayaklıgazete 30 Yasin Altındaki En Yakısıklı Oyuncu (études d'audience / Sondages) "[réf. nécessaire]                                  |
| Fatmagul'un Sucu Ne? | Mai 2011       | Kerim      | "Meilleur Acteur Regarder Moins de 30" Ayakligazete Ayaklıgazete 30 Yasin Altındaki En Yakısıklı Oyuncu (études d'audience / Sondages) "[réf. nécessaire]                                  |
| Fatmagül'un sucu Ne? | Juin 2011      | Kerim      | "Meilleur Acteur Regarder la télévision" Habershow Dizilerin En Yakısıklısı (études d'audience / Sondages)[réf. nécessaire]                                                                |
| Fatmagul'un Sucu Ne? | Juin 2011      | Kerim      | "Meilleur Acteur" Dizifilmbook (études d'audience / Sondages)[réf. nécessaire] |
| Fatmagul'un Sucu Ne? | Mars 2012      | Kerim      | "Meilleur acteur dans une série télévisée en 2011" A Awards, Kadir Has Universitesi (Enquêtes Viewer / Sondages)[réf. nécessaire]                                                          |
| Fatmagul'un Sucu Ne? | Mai 2012       | Kerim      | "Meilleur Drame Homme Acteur en 2011" Ayakligazete "2011 En iyi Drame Erkek Oyuncusu" (Études Viewer / Sondages)[réf. nécessaire]                                                          |
| Kara Para Ask        | Septembre 2015 | Omer Demir | "Seoul Drama Awards 2015" Meilleur acteur |